# Jake Roche
Jacob 'Jake' Roche, né le 16 septembre 1992 est un chanteur, guitariste et acteur britannique. Il fait partie du groupe Push Baby, dont il est le chanteur principal, et avec lequel il est connu pour Me and My Broken Heart, single certifié or au Royaume-Uni et au Canada. 
Il est le fils de Shane Richie (en), acteur et chanteur, et Coleen Nolan, chanteuse et présentatrice tv.

## Carrière
À l'âge de neuf ans, Jake voit ses parents divorcer. À l'adolescence, il intègre une école de théâtre et d'art où il rencontre notamment Nathan Sykes de The Wanted et Rita Ora.
À douze ans, il joue aux côtés de Johnny Depp dans Neverland.
Plus tard, il joue dans des séries télévisées telles que Emmerdale ou dans le film musical de la BBC Rules of Love.
Quelques années plus tard, Jake rencontre Charley Bagnall, Danny Wilkin et Lewi Morgan, avec lesquels il décide de former un groupe, Rixton. Le groupe poste une série de reprises sur la plateforme YouTube avant d'être repéré par le manager Scooter Braun qui propose de les signer sur Scooter Braun Projects, label de gestion de talents. Push Baby est ensuite signé chez Interscope Records et chez SchoolBoy Records, maison de disques créée par Scooter Braun. Ensuite, le groupe connait un grand succès grâce notamment à son premier single Me And My Broken Heart.

## Vie personnelle
Il a été en couple avec Jesy Nelson, chanteuse du groupe Little Mix de septembre 2014 à novembre 2016. Ils s’étaient fiancés en juillet 2015 mais ont rompu leurs fiançailles en novembre 2016. En décembre 2016, Rixton sort I Swear She’ll Be The Death Of Me, titre consacré à la rupture de Jake avec Jesy Nelson. Le refrain de cette chanson est assez éloquent : « Après tout ce que j'ai fait, je suis juste un idiot d'être encore amoureux de toi. Et, si tu me demandes de sauter, je sauterais aussi haut que tu le veux ».  

## Filmographie
- 2004 : Neverland (Finding Neverland)
- 2010 : Emmerdale : Isaac Nuttall (12 épisodes)
- 2010 : Rules of Love : Matt
- 2012 : Friday Night Dinner (1 épisode, "The New Car")
- 2012 : Little Crackers : Paul McCartney (1 épisode, "Alison Steadman's Little Cracker: The Autograph")
- 2012-2013 : Scott & Bailey : Sammy Murray (3 épisodes)
- 2014 : Trois fantômes chez les Hathaway avec son groupe Rixton.